# Xã Kandiyohi, Quận Kandiyohi, Minnesota
Xã Kandiyohi (tiếng Anh: Kandiyohi Township) là một xã thuộc quận Kandiyohi, tiểu bang Minnesota, Hoa Kỳ. Năm 2010, dân số của xã này là 636 người.